# Campeonato Africano de Atletismo de 2024 - 100 m feminino
A prova dos 100 metros feminino do Campeonato Africano de Atletismo de 2024 foi disputada nos dias 21 e 22 de junho, no Estádio de Japoma, em Duala, nos Camarões.

## Recordes
Antes desta competição, os recordes mundiais e do campeonato nesta prova eram os seguintes:
|                       | Nome                     | Nacionalidade   | Tempo  | Local        | Data                 |
| --------------------- | ------------------------ | --------------- | ------ | ------------ | -------------------- |
| Recorde mundial       | Florence Griffith Joyner | Estados Unidos  | 10s 49 | Indianápolis | 16 de julho de 1988  |
| Recorde do campeonato | Murielle Ahouré          | Costa do Marfim | 10s 99 | Durban       | 23 de junho de 2016  |
| Recorde africano      | Marie-Josee Ta Lou       | Costa do Marfim | 10s 72 | Mônaco       | 10 de agosto de 2022 |

## Medalhistas
| Ouro                    | Prata            | Bronze               |
| Gina Bass-Bittaye (GAM) | Maia McCoy (LBR) | Maboundou Koné (CIV) |

## Cronograma
Todos os horários são locais (UTC+1).
| Data        | Hora  | Evento    |
| ----------- | ----- | --------- |
| 21 de junho | 14:30 | Bateria   |
| 22 de junho | 14:30 | Semifinal |
| 22 de junho | 17:05 | Final     |

## Resultados

### Bateria
Qualificação: 2 atletas de cada bateria (Q) mais os 8 melhores qualificados (q).
Vento:
Bateria 1: +1.0 m/s, Bateria 2: +2.0 m/s, Bateria 3: +1.1 m/s, Bateria 4: +2.0 m/s, Bateria 5: +1.2 m/s, Bateria 6: +1.1 m/s, Bateria 7: +2.1 m/s, Bateria 8: +2.1 m/s
| Posição | Bateria | Atleta                    | Nacionalidade       | Tempo | Notas |
| ------- | ------- | ------------------------- | ------------------- | ----- | ----- |
| 1       | 1       | Marie Josée Ta Lou-Smith  | Costa do Marfim     | 11.13 | Q     |
| 2       | 2       | Favour Ofili              | Nigéria             | 11.22 | Q     |
| 3       | 1       | Rosemary Chukwuma         | Nigéria             | 11.32 | Q     |
| 4       | 2       | Destiny Smith-Barnett     | Libéria             | 11.43 | Q     |
| 5       | 3       | Gina Bass-Bittaye         | Gâmbia              | 11.44 | Q     |
| 5       | 5       | Maboundou Koné            | Costa do Marfim     | 11.44 | Q     |
| 7       | 6       | Tsaone Sebele             | Botswana            | 11.47 | Q     |
| 8       | 1       | Asimenye Simwaka          | Malawi              | 11.51 | q,    |
| 9       | 7       | Claudine Njarasoa         | Madagáscar          | 11.54 | Q     |
| 10      | 7       | Pierrick-Linda Moulin     | Gabão               | 11.60 | Q     |
| 11      | 7       | Maia McCoy                | Libéria             | 11.63 | q     |
| 12      | 8       | Olayinka Olajide          | Nigéria             | 11.68 | Q     |
| 13      | 2       | Gorete Semedo             | São Tomé e Príncipe | 11.70 | q     |
| 14      | 7       | Halutie Hor               | Gana                | 11.71 | q     |
| 15      | 7       | Tamzin Thomas             | África do Sul       | 11.75 | q     |
| 16      | 4       | Esther Mbagari            | Quênia              | 11.77 | Q     |
| 17      | 1       | Bongiwe Mahlalela         | Essuatíni           | 11.82 | q     |
| 18      | 5       | Sadé Amor de Sousa        | Namíbia             | 11.83 | Q     |
| 19      | 8       | Viwe Jingqi               | África do Sul       | 11.87 | Q     |
| 20      | 4       | Lou Chantal Djehi         | Costa do Marfim     | 11.90 | Q     |
| 21      | 3       | Deborah Acheampong        | Gana                | 11.92 | Q     |
| 22      | 4       | Herverge Kole Etame       | Camarões            | 11.94 | q     |
| 23      | 6       | Christine Mboma           | Namíbia             | 11.97 | Q     |
| 24      | 5       | Téclaire Iris Mikal       | Gana                | 11.99 | q     |
| 25      | 5       | Sethunya Majama           | Botswana            | 12.02 | R     |
| 26      | 3       | Oceanne Moirt             | Ilhas Maurícias     | 12.03 |       |
| 27      | 2       | Ndawana Haitembu          | Namíbia             | 12.09 |       |
| 28      | 6       | Monicah Safania           | Quênia              | 12.15 |       |
| 29      | 2       | Refilwe Murangi           | Botswana            | 12.19 |       |
| 29      | 6       | Natasha Chetty            | Seicheles           | 12.19 |       |
| 31      | 2       | Madina Touré              | Burquina Fasso      | 12.21 |       |
| 32      | 4       | Batula Alyu               | Etiópia             | 12.23 |       |
| 33      | 4       | Elizabeth Msipa           | Zimbabwe            | 12.28 |       |
| 34      | 4       | Amelie Anthony            | Ilhas Maurícias     | 12.30 |       |
| 35      | 5       | Merveille Imboula Gavouka | República do Congo  | 12.34 |       |
| 36      | 7       | Fréjus Hanie Taty Mbikou  | República do Congo  | 12.38 |       |
| 37      | 3       | Georgiana Sesay           | Serra Leoa          | 12.43 |       |
| 38      | 8       | Eunice Kadogo             | Quênia              | 12.48 |       |
| 39      | 8       | Naomi Akakpo              | Togo                | 12.58 |       |
| 40      | 8       | Elsiane Adjinda           | Benim               | 12.62 |       |
| 41      | 1       | Rahel Tesfaye             | Etiópia             | 12.64 |       |
| 42      | 1       | Latifatou Millongo        | Burquina Fasso      | 12.64 |       |
| 43      | 6       | Housna Ousmane            | Chade               | 12.78 |       |
| 44      | 3       | Alba Mbo Nchama           | Guiné Equatorial    | 13.14 |       |
| 45      | 8       | Maliea Nalane             | Lesoto              | 13.14 |       |
| 46      | 3       | Dusamane Hassaue          | Chade               | 13.22 |       |
| 47      | 5       | Eugenie Sandy             | Guiné               | 13.34 |       |
| 48      | 7       | Sefora Ada Eto            | Guiné Equatorial    | 13.94 |       |
| 49      | 6       | Souraia Sahna Mancu       | Guiné-Bissau        | 14.53 |       |
| 98      | 8       | Mylena Tsogo Etoundou     | Camarões            | DNF   |       |
| 99      | 2       | Hadja Saran Kouate        | Guiné               | DNS   |       |
| 99      | 5       | Akouvi Judith Koumedzina  | Togo                | DNS   |       |
| 99      | 6       | Victória Cassinda         | Angola              | DNS   |       |

### Semifinal
Qualificação: 2 atletas de cada bateria (Q) mais os 2 melhores qualificados (q).
Vento:
Bateria 1: 0.0 m/s, Bateria 2: 0.0 m/s, Bateria 3: -0.5 m/s
| Posição | Bateria | Atleta                   | Nacionalidade       | Tempo | Notas |
| ------- | ------- | ------------------------ | ------------------- | ----- | ----- |
| 1       | 3       | Gina Bass-Bittaye        | Gâmbia              | 11.19 | Q     |
| 2       | 3       | Destiny Smith-Barnett    | Libéria             | 11.26 | Q     |
| 3       | 3       | Maboundou Koné           | Costa do Marfim     | 11.28 | q     |
| 4       | 1       | Maia McCoy               | Libéria             | 11.33 | Q     |
| 5       | 2       | Asimenye Simwaka         | Malawi              | 11.35 | Q,    |
| 6       | 2       | Tsaone Sebele            | Botswana            | 11.42 | Q     |
| 7       | 2       | Halutie Hor              | Gana                | 11.48 | q     |
| 8       | 3       | Tamzin Thomas            | África do Sul       | 11.48 |       |
| 9       | 2       | Pierrick-Linda Moulin    | Gabão               | 11.49 |       |
| 10      | 1       | Olayinka Olajide         | Nigéria             | 11.52 | Q     |
| 11      | 1       | Claudine Njarasoa        | Madagáscar          | 11.53 |       |
| 12      | 1       | Sadé Amor de Sousa       | Namíbia             | 11.53 |       |
| 13      | 1       | Viwe Jingqi              | África do Sul       | 11.73 |       |
| 13      | 2       | Deborah Acheampong       | Gana                | 11.73 |       |
| 15      | 3       | Herverge Kole Etame      | Camarões            | 11.76 |       |
| 16      | 3       | Rosemary Chukwuma        | Nigéria             | 11.79 |       |
| 17      | 2       | Téclaire Iris Mikal      | Gana                | 11.90 |       |
| 17      | 3       | Bongiwe Mahlalela        | Essuatíni           | 11.90 |       |
| 19      | 1       | Sethunya Majama          | Botswana            | 11.94 |       |
| 20      | 3       | Christine Mboma          | Namíbia             | 12.00 |       |
| 21      | 1       | Gorete Semedo            | São Tomé e Príncipe | 12.05 |       |
| 22      | 2       | Lou Chantal Djehi        | Costa do Marfim     | 12.07 |       |
| 99      | 1       | Esther Mbagari           | Quênia              | DNS   |       |
| 99      | 1       | Marie Josée Ta Lou-Smith | Costa do Marfim     | DNS   |       |
| 99      | 2       | Favour Ofili             | Nigéria             | DNS   |       |

### Final
A final ocorreu dia 22 de junho às 17:05.
Vento: 0.0 m/s
| Posição           | Raia | Atleta                | Nacionalidade   | Tempo | Notas |
| ----------------- | ---- | --------------------- | --------------- | ----- | ----- |
| Medalha de ouro   | 5    | Gina Bass-Bittaye     | Gâmbia          | 11.14 |       |
| Medalha de prata  | 4    | Maia McCoy            | Libéria         | 11.16 |       |
| Medalha de bronze | 1    | Maboundou Koné        | Costa do Marfim | 11.24 |       |
| 4                 | 3    | Destiny Smith-Barnett | Libéria         | 11.34 |       |
| 5                 | 8    | Tsaone Sebele         | Botswana        | 11.45 |       |
| 6                 | 6    | Asimenye Simwaka      | Malawi          | 11.49 |       |
| 7                 | 7    | Olayinka Olajide      | Nigéria         | 11.55 |       |
| 8                 | 2    | Halutie Hor           | Gana            | 11.73 |       |

Legenda
| Recorde mundial       | Recorde mundial (World record)               |                       | Recorde africano                      | Recorde africano (African) |                                           | Q | Classificado por posição (Qualified) |
| Recorde do campeonato | Recorde do campeonato (Championship record)  | Recorde da América    | Recorde da América (Americas)         | q                          | Classificado por melhor tempo (Qualified) |   |                                      |
| Melhor marca do ano   | Melhor marca do ano (World leading)          | Recorde asiático      | Recorde asiático (Asian)              | DNS                        | Não largou (Did not start)                |   |                                      |
| Recorde nacional      | Recorde nacional (National record)           | Recorde europeu       | Recorde europeu (European)            | DNF                        | Não terminou (Did not finish)             |   |                                      |
| Recorde pessoal       | Recorde pessoal do atleta (Personal best)    | Recorde da Oceania    | Recorde da Oceania (Oceania)          | DSQ / DQ                   | Desclassificado (Disqualified)            |   |                                      |
| Recorde da temporada  | Recorde da temporada do atleta (Season best) | Recorde sul-americano | Recorde sul-americano (South America) | NM                         | Sem marca (No mark)                       |   |                                      |